# Marino Morikawa
Marino S. Morikawa-Sakura (* 1977 Huaral) je peruánsko-japonský environmentální vědec. Vstoupil ve známost svou environmentální prací v Peru.

## Životopis
Narodil se v Chancay v Peru. Získal magisterský titul z mezioborové biodiplomacie a doktorát z environmentálních věd na Cukubské univerzitě v Japonsku.

### El Cascajo
V roce 2010 se vrátil do Peru a rozhodl se vyčistit mokřady El Cascajo v Chancay. Mokřady, které si oblíbil v dětství, byly vlivem lidské aktivity (nelegální skládky a vypouštění odpadu ze zvířecích farem a kanalizace) silně kontaminované, což vedlo k bujení zelených řas a invazivní babelky řezanovité zvané „vodní salát”. Nadbytek zelených rostlin na povrchu vodní plochy zabraňuje, aby se sluneční záření a kyslík nezbytný pro přežití bentických rostlin a dalších vodních druhů, dostávalo do hlubin sladkovodního biomu. Vodní plocha se navíc z původní rozlohy 150 hektarů zmenšila na 40 hektarů a kvetoucí voda plná bakterií nevábně zapáchala. Tento stav vedl místní úřady k rozhodnutí, že mokřady budou zavezeny a využijí se k farmaření. Po tomto rozhodnutí se Morikawa rozhodl požádat o roční odklad, aby se mohl pokusit o vyčištění mokřadů. Protože se mu nepodařilo najít financování pro svůj projekt, použil své vlastní prostředky a vzal si půjčky u japonských bank. Za pomoci několika přátel začal s čistěním mokřadů, kdy nejdříve odstranil vodní salát. Odstraněno bylo 200 tun této rostliny, která byla poté zkompostována a využita jako hnojivo pro osázení břehů. Morikawa následně použil systém mikro nano-bublin, který vyvinul, aby přitahoval a ničil viry a bakterie. Bubliny jsou 10 000× menší než bubliny v bublinkových nápojích a jejich velikost dovoluje, aby zůstaly ve vodě po 5 – 8 hodin. Během této doby se bubliny pokryjí znečišťujícími mikroorganismy, které jsou zničeny jakmile bubliny vystoupají na povrch. Také použil biofiltry vyrobené z jílu k pohlcování patogenů, které ulpívají na povrchu filtru a později je rozloží bakterie.
Morikawova snaha vyčistit mokřady dojala místní obyvatele. Později se zformovala skupina více než 100 dobrovolníků, kteří se rozhodli pomoci. Součástí skupiny se stali i původní znečišťovatelé. Vývoj technologie na vyčištění jezera Morikawovi zabral 6 měsíců, další 4 měsíce trvalo vyčištění mokřadů. Následně se do El Cascajo vrátilo 90 druhů stěhovavých ptáků a 10 druhů ryb. Projekt vstoupil ve známost dokumentem, který o něm natočil National Geographic.
Po tomto projektu se Morikawa podílí na obnově dalších jezer a mokřadů, konkrétně se věnuje vyčištění jezera Titicaca, oázy Huacachina a řeky Chira. Morikawa také založil vlastní společnost Nanoplus 7, která se věnuje dekontaminaci vodních ploch.